# Campanula aizoon
Campanula aizoon là loài thực vật có hoa trong họ Hoa chuông. Loài này được Boiss. & Spruner mô tả khoa học đầu tiên năm 1844.